# Список персонажей «Magi»
Ниже представлен список персонажей произведения Magi (яп. マギ Маги) и его экранизаций.

## Главные герои

Алибаба Салуджа

Аладдин

Морджана

- Алибаба Салуджа (яп. アリババ・サルージャ Арибаба Сару:дзя)

Главный герой истории. Ему 17 лет. Вырос в трущобах Балбадда с матерью-проституткой, которая рано умерла от болезни. Позже выяснилось, что он является незаконнорождённым сыном султана Балбадда — Рашида, который после смерти матери Алибабы забрал его во дворец, чтобы сделать законным наследником (поскольку законные сыновья не обладают нужными качествами будущих правителей). Во дворце Алибабу обучали различным знаниям, необходимым для правителя — политике, чтению на арабском языке, но лучше всего он научился языку племени Торан, (шумерской клинописи), фехтованию и экономике. К несчастью Алибабы, его давний друг Касим стал главой банды разбойников и обворовал дворец, устроив во время этого пожар. После этого (одновременно умер и его отец) Алибаба сбежал в соседнее государство и попал в армию оазиса, чтобы скопить денег, а позже устроился работать на купца-винодела (извозчиком). Тогда же он встретил Аладдина. После прохождения подземелья джинна Алибаба возвращается в Балбадд и из чувства солидарности вступает в банду Касима. Позже Алибаба при поддержке Синдбада, Аладдина и Морджаны пытается остановить своего брата Абмада — султана, который почти разрушил экономику Балбадда, Алибаба устраивает дворцовый переворот, заявив о создании республики и прекращении существования монархии. Однако из-за того, что в Балбадд направляется флотилия империи Ко, Синдбад отправляет Алибабу в Синдорию. В Балбадде (в аниме) змея, появившаяся из головы убитого Иснана, кусает Алибабу, заражая проклятием, а затем от него проклятием заражается и Синдбад; в манге проклятие перешло от укушенного Хакурю после битвы в лабиринте Загана. Постепенно чёрная метка начинает распространяться и (в аниме) в лабиринте Загана Алибаба перерождается с чёрной Рух. С помощью Аладдина он сумел преодолеть чёрную Рух. Позже, в манге, Алибаба отправляется в Рем, чтобы обучаться боевым навыкам у гладиаторов. Во время битвы между Ремом и Магноштадтом Алибаба демонстрирует полное подчинение джинна. Позже Алибаба возвращается в Багбадд, где узнаёт, что Ко проводит политику этноцида, Коэн Рэн предлагает ему стать генералом империи Ко, в обмен Алибаба сможет править Багбаддом. Алибаба вынужден пойти на соглашение, и разорвать связь с Синдрией. Критик сайта kotaku.com отметил неопределённость его роли в этом мире.
Сэйю: Юки Кадзи
- Амон

Был когда-то предводителем племени отшельников, одной из рас Альма-Торана и верным спутником Соломона, ныне Джинн Алибабы, который использовал в качестве сосуда сначала его нож, а затем (когда нож был сломан) — меч-саблю, подаренный Синдбадом. Он выглядит как старик с огромным животом, большой бородой и своеобразным чувством юмора. Стихия джинна Амона — огонь. Позже через артефакт дарует силу огня сосуду Морджаны, Тото, Олбы.
- Аладдин (яп. アラジン Арадзин)

Главный герой истории, родом из Альма-Торана, наивный и одновременно мудрый. Ему 11 лет. Всегда стремится найти мирные решения в конфликте. Когда-то был извлечён из мёртвого тела Шебы — королевы Альма-Торан и жены Соломона и находился на протяжении 1000 лет в таком состоянии при поддержке магии Юго. Является воплощением короля Соломона в своем мире.
Он — маги, и изначально волшебник первого типа (огненный, «красный» волшебник); на данный момент владеет магией воды, воздуха, звука и огня. На начало истории Аладдин владеет флейтой — сосудом джинна по имени Уго, который фактически является джинном Соломона (не заключал с Аладдином контракт), однако Аладдин может призывать его и давать ему магой. В начале Аладдин обладал недостаточным опытом и быстро истощался при чрезмерном расходовании магой, даваемого Рух. Позже приобретает «мудрость Соломона» — знание обо всём в мире. Является четвёртым маги, хотя в истории человечества одновременно существовало только 3 маги. Учился в Синдории у водяной волшебницы Ямурайхи, а позже под видом обыкновенного мага проник в академию магии Магноштадт. Его родителями являются Шиба и Соломон. При этом Аладдин был извлечён из тела мёртвой Шибы ещё на раннем сроке и взращен с помощью магии Юго. По словам критика Бамбу Донга, хоть со стороны главный герой кажется лишь маленьким простым мальчишкой, ему предстоит найти ответы на сложные вопросы, связанные с человеческими пороками, классовой дискриминацией и многим другим. Критик сайта kotaku.com отметил чрезмерно тонкие и изящные очертания главного героя, что делает его похожим на девочку, особенно учитывая, что его озвучивает женский персонаж. Ребекка Сильверман отметила в некоторой степени комичную роль персонажа.
Сэйю: Каори Исихара
- Морджана (яп. モルジアナ Морудзиана)

Девушка из племени Фаналис, обладает врождённой колоссальной физической силой, как и все фаналисы. Ей 14 лет. Плохо помнит родину, так как с самого детства была в рабстве и терпела издевательства со стороны Джамиля. Её новые хозяева также заставляли девушку совершать злодеяния. Сначала была психически подавлена и, даже когда хозяин продолжал её унижать, покорно повиновалась его приказам, несмотря на своё физическое превосходство. После смерти хозяина она избавилась от «невидимых оков» и решила принадлежать только самой себе. Полгода путешествовала с караваном, и, когда видела рабов, стремилась всеми способами освободить их. Очень предана Алибабе и Аладдину, как тем, кто сделал её и физически и духовно свободной. Сначала стремилась вернуться на родину, но позже решила следовать за Алибабой, чтобы помочь ему сделать как можно больше людей свободными от рабства. Впоследствии использует свои бывшие кандалы, как магический сосуд, и джинн Алибабы передаёт в сосуд власть над огнём, а также способность использовать цепи как универсальное оружие. Синдбад предоставил Морджане в учителя Масрура для совершенствования боевых навыков. Скорее всего, Морджана принадлежит к древней расе красных львов с континента Истека, которые прибыли из Альма-Торана. Прототипом для персонажа стала (مَرجانة) Морджана, девушка-рабыня из сказки «Алибаба и сорок разбойников», которая служила Алибабе.
Сэйю: Харука Томацу

## Синдрия

Масрур

Джафар

Ямрайха

Шарркан

Королевство Синдория (яп. シンドリア王国 Синдориа О:коку)
Островное государство, расположенное в южных морях в опасной зоне, где во множестве обитают морские монстры, но благодаря генералам и сильнейшим магам Синдбада они не страшны для жителей города. Климат на острове очень мягкий, а земля плодородная. Синдбад превратил новый город в процветающее государство и важный торговый пункт, который продолжает привлекать новых людей, туристов и купцов. Является также столицей Альянса Семи Морей.

Синдбад

- Синдбад (яп. シンドバッド Синдобаддо)

Король Синдории и лидер Альянса Семи Морей. Ему 29 лет. Известен как легендарный покоритель лабиринтов, ему было всего 14, когда он впервые покорил башню, где ранее погибли 12 000 смельчаков. Родом из Партевии, из бедной семьи. Его мать погибла от неизлечимой болезни. В подростковом возрасте тренировался у гладиаторов ямбалы. Владеет техникой управления магой без сосудов. Повелевает семью джиннами, и ему закрыт доступ в подземелья, так как джинны решили, что он уже достаточно силен. За несколько лет Синдбад основал на маленьком острове королевство Синдорию, где все жители счастливы. Ему служат 8 генералов Синдории — могущественные волшебники и воины. Сам Синдбад очень жизнерадостный и, хотя со стороны кажется легкомысленным, отлично умеет проводить дебаты и решать политические вопросы. Сам Синдбад утверждает, что многое о политике ему рассказал отец Алибабы (бывший султан Балбадда). Очень любит выпить «немного» вина и, когда напивается, начинает вести себя некомпетентно. Находится на стороне Алибабы и всегда помогает ему. Позже, как и Алибаба, заражается проклятием Чёрного Рух, но без проблем одолевает её, так как может повелевать Чёрной Рух (наполовину падший). Когда Синдбад родился, его рух был настолько великим, что его рождение ощутили сильнейшие маги Магноштадта, хотя сам Синдбад не является магом. Прототипом для персонажа послужил Синдбад-мореход из сказки Тысяча и одна ночь.
Сэйю: Дайсукэ Оно
- Масрур (яп. マスルール Масуру:ру)

Один из восьми генералов, подчинённый Синдбада и единственный из генералов, который полагается на свою силу, а не магию. Ему 20 лет. Как и Морджана, приходит из племени Фаналис и обладает колоссальной физической силой. Не использует оружие, носит только доспех-сосуд. Не выражает своих эмоций и всегда остаётся хладнокровным. В прошлом был рабом—гладиатором и всегда побеждал в гладиаторских битвах. После того, как потерпел поражение от Синдбада и тот его освободил, решил следовать за ним. Вскоре после этого он отправился на «тёмный континент», но не встретил там ни одного фаналиса. Любит большую грудь и не любит писать. Его имя — مَسرُور (Масруур) с арабского переводится как счастливый.
Сэйю: Ёсимаса Хосоя
- Джафар (яп. ジャーファル Дзя:фару)

Один из восьми генералов. Ему 25 лет. Использует в качестве оружия копья-треугольники на нитях. Происходит из особого клана профессиональных ассасинов племени «Шам-Лаш» и раньше носил повязки на теле. В 5 лет убил своих родителей, из-за крайней жестокости получил высокое положение и собственную команду. По приказу Драгула долгое время пытался убить Синдбада, а последний каждый раз оказывался прозорливее. Во время битв в одной из башен Джафар встречает сожаление и доброту со стороны Синдбада, что не встречалось в его клане, и Синдбаду удаётся переубедить его по-новому взглянуть на жизнь и отношение к людям, с тех пор Джафар решил следовать за ним. Хотя он очень предан Синдбаду, в сущности является убийцей и жаждет уничтожить врага. Очень сильно беспокоится, когда Синдбад начинает делать безрассудные вещи, напивается или проявляет легкомысленность. Очень легко выходит из себя. Хотя сейчас Джафар стал более компетентным в социальном плане, в припадке ярости в нём пробуждается сущность ассасина. Прототипом для персонажа послужил персонаж из сборника Тысяча и одна ночь — Джафар, визирь халифа Гарун-аль-Рашида.
Сэйю: Такахиро Сакураи
- Ямурайха (яп. ヤムライハ Ямурайха)

Одна из восьми генералов. Ей 23 года. Специализируется на водной магии, сильный боец и очень талантливая волшебница. Родом из Магноштадта. Ещё в детстве её отлучили от родителей, она была воспитана Могаметтом (глава Магноштадта) и относилась к нему, как к отцу. Как отмечал сам Могаметт, Ямурайха с детства заставляла его читать ей литературу о сложной магии. Позже сильно прониклась к Синдбаду и решила последовать за ним в Синдорию. Позже берёт Аладдина в качестве своего ученика, и многому его научила. Сильно гордится тем, что является волшебником. Она использует высшие формы магии, умеет создавать сложные заклинания, такие как отражение направленных магических атак и сосуд с запасом магой.
Сэйю: Юи Хориэ
- Шарркан (яп. シャルルカン Сярурукан)

Один из восьми генералов. Ему 21 год. Родом из благородной династии «Элиохапт» (напоминающей египетскую). Превосходный фехтовальщик (лучший из всех), даже лучше, чем Синдбад. Несмотря на то, что является магом, ставит магию на второй план. В Синдории берёт Алибабу в ученики. В обычных условиях ведет себя очень просто, но с мечом становится жестоким и упорным. Часто спорит с Ямурайхой, которая ставит магию на первое место. Очень гордится своим уровнем навыка фехтования. Прототипом для персонажа стал شَرّكان (Шарркаан), один из сыновей короля Омара, из сказки о короле Омара и его сыновьях из сборника Тысяча и одна ночь.
Сэйю: Сётаро Морикубэ
- Писти (яп. ピスティ Писути)

Одна из восьми генералов. Родом из Артемюры, страны дев-воительниц, летающих на птицах. Несмотря на то, что ей уже 18 лет, она выглядит как ребёнок не старше Аладдина, из-за чего комплексует. Может общается с животными и таким образом укрощать опасных морских монстров. Слово πίστη (Писти) на греческом языке означает «вера».
Сэйю: Руми Окубо
- Спартос (яп. スパルトス Супарутосу)

Один из восьми генералов. Ему 22 года. Родом из Сасана. Один из сыновей Короля-рыцаря (второй, младший сын; его старший брат тоже находится в дружеских отношениях с Синдбадом). Носит немецкие доспехи и использует немецкое копье. Другие генералы смеются над его причёской.
Сэйю: Ватару Хатано
- Хинахохо (яп. ヒナホホ Хинахохо)

Один из восьми генералов, скромный и склонен постоянно смущаться. Ему 36 лет. Родом из далёких северных земель из племени Имчакк, имеет 5 детей. Очень высокий, значительно выше обычных людей, при этом для своего племени считается слабым. Имеет сестру Пипирику, которая в свои 13 лет выглядела, как взрослая женщина-атлет. Впервые познакомился с 14-летним Синдбадом, попав в его лодку, тогда он был мало уважаем в своём племени и отправился убить морское чудовище, чтобы получить новое имя и завоевать уважение племени, ему решает помочь Синдбад. Когда Хинахохо сталкивается с чудовищем, ему не удаётся убить его, но за него это делает Синдбад, в результате Хинахохо, скрывая свой провал, завоёвывает уважение в деревне и, чтобы искупить свой тайный позор, отправляется добровольно в башню, чтобы заполучить сосуд, ему помогает Синдбад, который впоследствии сам получает сосуд, а Хинахохо решает следовать за ним, чтобы помочь ему претворить в явь мечту.
Сэйю: Кэйдзи Фудзивара
- Драгул (Дракон) (яп. ドラコーン Дорако:н)

Один из восьми генералов, был когда-то человеком с зелёными волосами. Его полное имя Драгул нол Хенриус Говиус Менудиас Партенувономиас Думис ос Кортанон. Синдбад счёл это имя слишком длинным и назвал просто Дракон. Бывший солдат имперской армии Партевии, где начал свою службу уже в 14 лет. Его члены клана Драгул на протяжении многих поколений были генералами. Когда Партевия находилась в состоянии войны с Ремом, король Партевии жаждал заполучить силу джинна и отправил своих многих воинов в подземелье, в том числе и Дракона. Сам Дракон презрительно относился Синдбаду, как к представителю низшего сословия. Одновременно с ним в подземелье пришёл Синдбад, который первый заполучил сосуд, а Дракон впоследствии присоединился к нему. Слившись с королевским сосудом, Дракон потерял человеческий облик, но, несмотря на это, у Дракона есть жена.
Сэйю: Томокадзу Сугита

## Империя Ко
Империя Ко (яп. 煌帝国 Ко Тэйкоку)
До недавнего времени было небольшим государством на дальнем востоке, которое стало быстро расти и захватывать соседние государства за счёт того, что Джудар помогал членам королевской семьи овладевать сосудами джиннов, сделав империю неуязвимой. Намеревается завоевать весь мир, поэтому любыми способами пытается захватить власть на западе, известна среди других государств особо агрессивной политикой. Но на самом деле является марионеткой зловещей организации Аль Сармен, которая намеревается ввергнуть мир в хаос. Империя является аналогом феодального Китая, в частности империи Цинь и использует в качестве денег бумажную валюту — хуанг. Ко верят, что захватить страну и подчинить её власть себе — не значит сделать её частью империи, поэтому Ко проводят агрессивную политику этноцида, навязывая свою культуру, архитектуру и даже одежду, нацеливаясь на то, что через поколения нация забудет о своей культуре и станет частью народа Ко. Конечная цель империи — захватить весь мир и создать одну великую нацию с одной идеологией и императором.
- Гёкуэн Рэн (яп. 練 玉艶 Рэн Гёкуэн)

Гёкуэн Рэн

Основной антагонист истории. Жена двух бывших императоров империи Ко, а также лидер организации Aль-Сармен. Сейчас она третья и текущая императрица империи Ко. Ей 48 лет, хотя выглядит она моложе. Гёкуэн — стройная женщина среднего роста. У неё голубые глаза и длинные черные волосы, тонкие брови, родинка под губой. Гёкуэн ходит всегда с доброй улыбкой. В воспоминаниях Хакурю она кажется очень нежной и заботливой матерью. Но позже Гёкуэн стала показывать свою злую и алчную сущность. Именно она организовала пожар, где погиб её первый муж и 2 сына; Хакурю не может простить ей это. Может использовать чёрную Рух. Позже выясняется, что она — третий маги Соломона, некогда предавший его, и именно она ответственна за падения Альма-Торана. Позже на неё во дворце империи Ко нападают Хакурю и Джудар, в ходе боя она почти побеждает и лишь из-за изоляционного барьера Джудара она проигрывает схватку и в конце взрывает себя, чтобы отправить на тот свет Хакурю, однако её план не увенчался успехом.
- Хакурю Рэн (яп. 練 白龍 Рэн Хакурю:)

Хакурю Рэн

Один из главных героев, сопровождающий команду Аладдина. Четвёртый принц империи Ко, имеет шрам от ожога на левом глазу после давнего пожара, унёсшего жизнь его семьи, кроме матери и Хакуэй. Ему 17 лет. Ненавидит свою мать, которая стоит за смертью его отца, чтобы присоединиться к брату его отца и узурпировать трон. Хорошо готовит китайские блюда. Стремится быть сильным и независимым. Ненавидит свою империю и мечтает разрушить её. В аниме, во время похода с главными героями в подземелье Заган, теряет левую руку, защищая Алибабу. В манге Хакурю кусает змея, выползшая из головы продавца оружия (Иснана), из-за чего спустя время рука Хакурю разрушается, заразив чёрной меткой Алибабу и Синдбада. После этого Хакурю получил от Загана деревянный протез вместо руки. Влюбляется в Морджану. Хакурю жаждет убить свою мать, для чего вступает в союз с Джударом, который восстаёт против Аль-Сармен. Когда Хакурю овладевает вторым джинном, он оказывается одержим чёрной рух и немедленно отправляется в империю Ко, где убивает свою мать. С этого момента Хакурю объявляет себя новым четвёртым императором империи Ко и идет войной на Балбадд, где расположил свою армию принц Коэн. Одержал победу на Кананской равнине при помощи альянса семи морей и уже без преград взошел на престол. Синдбад требовал от него казни Коэна, но Хакурю тайно его помиловал. Спустя три года по смутным причинам отрекся от императорского титула и, забрав с собой свой сосуд джинна, стал одним из мировых преступников в международном союзе. Его имя (白龍) переводится как «белый дракон».
Сэйю: Кэнсё Оно
- Хакуэй Рэн (яп. 練 白瑛 Рэн Хакуэй)

Старшая сестра Хакурю, первая принцесса империи Ко и главнокомандующая западной армии. Ей 22 года. Показана как самоотверженная и справедливая принцесса, которая стремится решить все вопросы мирным путём. Из-за её «мягкости» не рассматривается в качестве надёжного члена королевской семьи. Обладает оружием с джинном по имени Паймон, хотя по своим способностям явно уступает Когёку. Хакуэй пользуется уважением со стороны принца Коэна и принца Комэя, поэтому ей доверили форт во время гражданской войны с её родным братом, но в конечном итоге именно она пропустила часть сил альянса семи морей на выручку Хакурю. Спустя три года становится одной из приближенных Синдбада. Её имя (白瑛) буквально переводится как белый кристалл.
Сэйю: Нана Мидзуки
- Когёку Рэн (яп. 練 紅玉 Рэн Ко:гёку)

Когёку Рэн

Восьмая принцесса империи Ко. Ей 18 лет. В начале показана как совершенно жестокая и хладнокровная девушка, которая решает убить Аладдина и его друзей, но Синдбад успевает вмешаться. Предполагалось, что она выйдет замуж за Абмада, султана Балбадда. Однако в результате дворцового переворота была вынуждена покинуть Балбадд. Влюбилась в Синдбада, и эти чувства как будто изменили качества принцессы, пробудив в ней доброту. Так она подружилась с Алибабой. И даже встала на сторону Синдории, обещая, что сделает всё в своих силах, чтобы империя Ко не угрожала Синдории. Позже она решила остаться в Синдории на неопределённое время, чтобы быть рядом с Синдбадом, но позже всё-таки решила вернуться на родину, поняв, что своим бездействием она никак не поможет Синдории. Позже выясняется, что она, как и Алибаба, была незаконнорождённой дочерью куртизанки, хотя позже она попала в императорский двор, члены королевской семьи игнорировали её из-за грязного происхождения. Первые, кто признал её, были Коэн Рэн и Джудар. Ка Кобун стал помощником Когёку, когда той было 9 лет. Победой Хакурю в гражданской войне альянс семи морей обязан именно ей, Синдбад взял под контроль Когёку и схватил в плен принца Коху, тем самым закончив войну. Спустя три года из-за отсутствия других кандидатов на трон стала пятым императором империи Ко. Её имя (紅玉) буквально переводится как красный камень, или рубин.
Сэйю: Кана Ханадзава
- Коэн Рэн (яп. 練 紅炎 Рэн Ко:эн)

Коэн Рэн

Первый принц империи Ко и верховный генерал. Ему 28 лет. Как и Синдбад, неоднократно завоёвывал подземелья и владеет тремя джиннами: Астаротом (огненный джинн, как и Амон), Фениксом (исцеляющий джинн) и Агарес (джинн земли в образе кошки). Его заветная цель — создать великий мир путём завоевания всех стран, он надеется на поддержку братьев и сестёр, он верит в свои благие намерения, так как считает главным источников всех бед — разделение человечества на нации, языки и государства. Коэн должен стать следующим императором и надеется, что станет единственным императором в мире. По характеру очень спокойный, но в то же время и жестокий, его несложно вывести из себя, если заинтересовать чем-то и отдалить встречу с интересующим его объектом. После проигрыша в борьбе за трон империи Ко был изгнан вместе с братьями. Его имя переводится как пламя, а его короткое имя «Энтэй» переводится как пламенный король.
Сэйю: Юити Накамура
- Комэй Рэн (яп. 練 紅明 Рэн Ко:мэй)

Второй принц империи Ко. Ему 26 лет. Наряду с Кохой и Коэном владеет джинном созвездий — Данталион. Остаётся, как правило, в тени, но отличный стратег и посвящает себя полностью стратегии по завоеванию или иным планам, даже во время еды или сна. По этой причине выглядит неухоженным. По признанию самого Коэна, Комэй — истинный правитель мира, наследный принц собирался отказаться от своих притязаний на трон в пользу младшего, что, увы, теперь неосуществимо. Комэй, как и остальные мятежные принцы, был изгнан после гражданской войны. Спустя три года возвращается в Ракусё при поддержке Алибабы и признает нового императора, Рен Когёку. Выясняется, что Комэй предугадал, что именно магические технологии станут решающим фактором на мировой арене, поэтому ещё будучи ребёнком основал центр магических исследований империи Ко. Его имя переводится как красный свет.
Сэйю: Сатоси Хино
- Коха Рэн (яп. 練 紅覇 Рэн Ко:ха)

Коха Рэн

Третий принц империи Ко. Владеет джинном женского облика по имени Лилаш. Его оружие — большой двуручный меч, который Коха способен увеличивать до невероятных размеров. Хотя внешне он кажется совсем юным, ему уже 18 лет. Имеет садистские наклонности, любит жестоко убивать своих врагов и получает от этого сильнейшее удовольствие, в качестве прислуги использует необычных женщин, бывших жертв научных экспериментов. С одной стороны, он одарил их лучшей жизнью при дворце, с другой — любит над ними периодически издеваться, нанося телесные повреждения, он в то же время добрый покровитель для своей армии, которую он набирал на улице. К братьям относится с большим теплом, готов помогать им всеми силами. Аладдин впервые встречает его во время своей поездки в Магноштадт (136 глава манги), когда тот прибыл в качестве посланника, чтобы убедить страну склониться перед империей Ко. Его имя переводится как красный тиран, на китайский, на японский же — красное превосходство.
Сэйю: Тэцуя Какихара
- Сэйсюн Ри (яп. 李 青舜 Ри Сэйсюн)

Приближенный Хакуэй, который вместе с ней захватил подземелье Паймон. Хорошо ладит с Хакурю и тренировался с ним в боевых искусствах. Злится, так как Хакурю стал выше него.
Сэйю: Асами Сэто
- Кобун Ка (яп. 夏 黄文 Ка Ко:бун)

Приближенный Когёку — владеет наследным сосудом лечения. Хотя со стороны он кажется скромным человеком, на самом деле любыми способами стремится расширить влияние империи Ко на запад. После того как женитьба Когёку на султане Бальбада стала невозможной, он инсценировал скандал, связанный с Синдбадом и Коъёку, подложив её в кровать Синдбада во время его визита в империю Ко. Таким образом, Синдбад был вынужден жениться на Когёку. Однако позже выясняется правда.
Сэйю: Кэнъити Судзумура
- Хакутоку Рэн (яп. 練 白徳 Рэн Хакутоку)

Первый император империи Ко, который объединил маленькие государства в огромную империю. Отец Хакуэй, Хакурю и двух других сыновей, которые погибли во время пожара вместе с отцом. Все его дети, в отличие от детей Котоку, имеют чёрный оттенок волос, а не алый. Предполагается, что пожар организовала жена с помощью Аль Сармен, за что её ненавидит Хакурю. Его имя переводится как белая честь.
- Котоку Рэн (яп. 練 紅徳 Рэн Ко:току)

Второй и нынешний император империи Ко, который унаследовал трон от брата и женился на его жене. Ему 50 лет. Отец Коэна, Комэя, Кохи и Когёку. Все его дети имеют алые волосы. Его имя переводится как красная честь.
- Хакую Рэн (яп. 練 白雄 Рэн Хакую:)

Бывший принц империи Ко и первый сын первого императора Ко. Высокий мужчина с темно-синими волосами и синими глазами. У него была родинка на том же месте, как у его матери, Гёкуэн Рэн. Хакую попал в большой пожар во время восстания. Чтобы спасти жизнь своего младшего брата, Хакурю, он полил его собственной кровью по всему телу и рассказал Хакурю, что виновником пожара стала их мать. После этого он, его брат, Хакурэн Рэн и их отец, Хакутоку Рэн, умерли. Был убит прямо перед своим коронованием. Его имя переводится как белый мужчина.
- Хакурэн Рэн (яп. 練　白蓮 Рэн Хакурэн)

Покойный принц и второй сын первого императора империи Ко. Он высокий парень с синими волосами и синими глазами. У него была родинка на том же месте, как у матери, Гёкуэн Рэн. Хакурэн располагал также весёлым нравом. Погиб в пожаре во время восстания. Хакурэн был советником своего старшего брата, Хакую. Его имя переводится как белый лотос.

## Бальбад
Маленькое государство, ближе всего расположенное к империи Ко из остальных западных государств. Играет очень важную роль в морской торговле. Когда-то давно было процветающим государством, но экономика становилась всё более нестабильной из-за роста коррупции. После того, как султаном стал Абумад, он ввёл бумажную валюту и тем самым практически разрушил экономику страны. В конце концов, происходит дворцовый переворот и образуется республика, однако страна под угрозой войны была вынуждена стать вассалом империи Ко, которая начала проводить агрессивную политику этноцида, перестроив город полностью в «китайском» стиле и заставив людей следовать обычаям и Ко. Все жители обязаны одевать скромные xаньфу зелёного цвета, коричневые халаты означают статус раба, которые привозятся в основном из других стран, а белые — статус дворянина, которые в основном прибыли из Ко, по закону раб через 5 лет должен быть освобождён. Также Ко установили абсолютный тоталитаризм в стране, где люди не имеют права выбирать работу, а любой не согласный с властью рискует быть убитым, или стать рабом, те же люди, которые работают усердно, могут быть повышены в должности. С другой стороны, качество жизни стало гораздо выше, люди перестали голодать, были починены дороги и проведён водопровод.
- Касим (яп. カシム Касиму)

Касим

Лучший друг и приемный брат Алибабы, вырос с ним в трущобах. Сначала жил с отцом, который всё время избивал Касима и его сестру Марьям. После того, как отец решил сделать из дочери проститутку, Касим в припадке ярости убил отца. После чего детей приютила мать Алибабы, но позже Анис умерла и Касим, Алибаба и его сестра, Марьям, стали сами выживать. Алибабу забрали в замок, а в трущобах началась эпидемия, в результате Марьям умерла, и Касим пообещал себе, что уничтожит гнилую власть Балбадда. Он основал банду, и, обворовывая богачей, раздавал богатство бедным. Однажды обманул Алибабу, проследив за ним и ограбив замок. Через несколько лет Алибаба решил присоединиться к банде, однако, когда к ней, присоединился Синдбад, то Касим ушёл из банды, образовав новую группу. Позже Касим решил организовать мятеж, но узнав о том, что Алибаба уже сверг монархию, не смог смириться со своим поражением, и посеял среди людей хаос, призывая убить всех бывших монархов. Сам Касим при сражении с Алибабой заколол себя магическим оружием и превратился в чёрного джинна. Но позже Алибаба убеждает его отпустить свою ненависть и боль. Таким образом Касим умирает в покое в возрасте 18 лет.
Сэйю: Дзюн Фукуяма
- Рашид Салуджа (яп. ラシッド・サルージャ Расиддо Сару:дзя)

Предыдущий и 22 правитель Балбадда, который умер после того, как его замок ограбили разбойники. Очень любил Анис, но не мог быть с ней вместе. Обучал молодого Синдбада политике и торговле, также обучал своего незаконорожденного сына Алибабу.
Сэйю: Хироси Цусида
- Абмад Салуджа (яп. アブマド・サルージャ Абумадо Сару:дзя)

Абмад Салуджа

23 султан Балбадда и сводный брат Алибабы, ему 25 лет. Первый сын Рашида. Носит традиционную одежду персидской знати. Слабоумный, тщеславный и ленивый молодой правитель, который ставит благополучие граждан на последнее место. Им с лёгкостью начинает манипулировать Марккио, финансовый советник и тайный посланник Аль Сармен, введя в городе бумажную валюту империи Ко и тем самым только усугубив экономическую ситуацию Балбадда и зависимость от империи Ко. Категорически отказывался выслушивать Алибабу, называя его уличным отбросом. Рашид изначально не хотел, чтобы Абмад становился новым султаном. Для того, чтобы расплатиться с долгами, решил превратить Балбадд в невольнический рынок из его же жителей. В результате Абмада свергает Алибаба. Позже получил убежище на острове Торан, рядом с Синдорией и теперь живёт среди туземцев. По словам Сабмада, за это время он изменился в лучшую сторону, но всё равно далёк от совершенства.
Сэйю: Коки Мията
- Сабмад Салуджа (яп. サブマド･サルージャ Сабумадо Сару:дзя)

Второй брат Абмада и сводный брат Алибабы, выступает в качестве советника Абмада и заместителя короля. Ему 22 года. Второй сын Рашида. Очень трусливый и слабый человек, который боится появляться на публике, но в то же время и добрый. Позже выясняется, что он не одобрял политику брата, и, когда узнал и новом законе рабства, переборол свой страх и лично отправился к Алибабе, призвав его спасти страну. Позже, как и Абмад, отправляется жить на остров Торан.
Сэйю: Хирофуми Нодзима
- Анис (яп. アニス Анису)

Мать Алибабы. Когда-то давно работала во дворце, где влюбилась в султана, но любовь эта была запретной. В результате она была вынуждена покинуть дворец и родила Алибабу. Чтобы прокормить себя и ребёнка, стала работать проституткой. Позже заболела и умерла в 33 года.

## Империя Рем
Самая могущественная империя на западе. Как и империя Ко, стремится расширить свои владения и установить мировое господство. Является аналогом Римской империи. Была основана 700 лет назад, а пик владычества приходился 200 лет назад. В столице империи располагается колизей, где сильнейшие бывшие рабы устраивают смертельные игры, является аналогом реальных гладиаторских игр. В рядах Рема есть множество людей из рода фаналис, которые попали из тёмного континента в качестве рабов, за счёт них армия Рема практически непобедима. Также в империи изобрели взрывной порох, который оказался очень эффективным в борьбе с магией.
- Шахерезада (яп. シェヘラザード Сэхэрадза:до) — верховная жрица империи Рем. Она маги и ей уже 268 лет и благодаря ей империя Рем имеет огромное влияние в мире. Когда вступает в контакт с кем-либо, отправляет свой клон молодой женщины, сама Шахерезада дремлет в неизвестном месте и уже не способна двигаться от глубокой старости, ожидая своей смерти. Она ярый патриот Рема и без колебаний намеревается покорить Магноштадт.
- Му Алексий (яп. ムー・アレキウス Му: Арэкиусу) — верховный главнокомандующий в империи. Один из трёх владельцев джиннов в империи, его джинна зовут Барбатрос. Это джинн, обладающий 7-м типом магии (силовой магией). По происхождению на половину фаналис, хотя обладает большими физическими навыками, он слабее, чем чистокровные представители. Ведёт со своими спутниками наступление на Магноштадт. Сэйю: Мамору Мияно
- Мюрон Алексий (яп. ミュロン・アレキウス Мюрон Арэкиусу) — Фаналис-полукровка, младшая сестра Му Алексия и одна из войска Фаналисов.
- Нерва Юлий Клавдий (яп. ネルウァ・ユリウス・カルアデス Нэрува Юриусу Каруадэсу) — сын императора Рем. Один из трёх повелителей джинна — Шаха (хотя может использовать только «оружие джинна»).
- Игнатий Алексей (яп. イグナティウス・アレキウス Игунатиусу Арэкиусу) — Верховный командующий армией. Захватчик подземелья, владеет джинном по имени Пурсон.
- Титус Алексий (яп. ティトス・アレキウス Титосу Арэкиусу) — клон Шахерезады, который проник в Магноштадт под видом студента. Он был создан из куска ткани Шахерезады и превращён в человека за счёт магии, получает свой рух непосредственно из Шахерезады и поэтому исчезнет, после её смерти. Однако по мере развития сюжета Тит продолжает развиваться как личность и не желает зависеть от Шахерезады, боясь приближения неминуемой смерти. Так он в отчаяние попросил старика Магамеда сделать его полноценным человеком, и Шахерезада решает немедленно вернуть Тит в Рем, решив, что Магноштад на его дурно повлиял. Однако Магомет раскрывает его личность и решает защитить Тит от Шахерезады, дав повод империи Рем для вторжения в Магноштад. Так Тит решает пойти против своей хозяйки, вступив на сторону магов в войне против Рема. После того, как Аладдин и Алибаба останавливают вторжение в Магноштадт, Шахерезада позволяет остаться Тит подольше со своими новыми друзьями. Позже он умирает спасая директора, но перерождается новым маги империи Рем (из-за того, что Шахерезада умерла).

Сэйю:Мацуока Ёсицугу

## Магноштад
Ранее королевство Мусташим, которое было захвачено магами и с того момента приумножило свою власть и влияние. Маги победили в революции, при поддержке Аль Сармен, но позже отказалась от сотрудничества, так как большинство её членов были гоями (не-магами). Также создали магическое оружие, использующее чёрную рух. На данный момент стремится сохранить свою независимость от империй Ко и Рем. Является аналогом северо-европейского государства. В стране действует кастовая система, состоящая из магов и не-магов — гоев. Вторые обладают меньшими правами и живут в плохих условиях и трущобах. Есть также особая промежуточная каста, состоящая из не-магов, чьи родители были магами. Маги собирают у гоев магой, который используют для своих волшебных машин. Также в стране с помощью магии занимаются сельским хозяйством и производством, таким образом не нуждаясь в рабах. Всего существует 5 каст или уровней:
- 1 уровень — сильнейшие и опытные маги, под управлением канцлера академии Магноштадта. Их насчитывается ~500 человек.
- 2 уровень — студенты Магноштадта выше второго курса и все маги, имеющие гражданство Магноштадта. Их насчитывается ~3000 человек.
- 3 уровень — гои, происходящие из семей магов, или с высоким образованием и техническими навыками, например учёные. Имеют высокий статус, однако ниже, чем у магов. Работают в основном на правительство и в армии. Их насчитывается ~20.000 человек.
- 4 уровень — гои-рабочие. Представляют в основном рабочий класс, если же человек не способен работать, то попадает в 5 уровень, поэтому они крайне ценят своё положение, всегда подлизываются к магам в страхе потерять работу и попасть в 5 уровень. Обладают малыми правами, но живут удовлетворительно. Их насчитывается ~80.000 человек.
- 5 уровень — гои-безработные. Живут в крайне нищих условиях, в подземелье на крошечном пособии. Не способны платить налоги и не обладают никакими правами. Среди гоев 5 уровня широко распространены: голод, высокая смертность и болезни, однако их уровень жизни выше, чем был при государстве Мусташим. Правительство магов же ничего не предпринимает для повышения их жизненного уровня, причисляя к лишним отбросам, но и одновременно являются главным источником магой. Те люди, которые настолько истощены, что не могут больше производить магой, называются макбарама и без колебаний сбрасываются в пропасть. Так как жители этого уровня не могут работать, они утешают себя сексом, алкоголем и наркотиками. Получают бесплатную похлёбку и жильё от правительства.

Их насчитывается ~200.000 человек, или же 2/3 населения всей страны, информация о 5 уровне является секретной и доступна только тем, кто прошёл предварительное «психологическое перевоспитание».
- Матал Могаметт (яп. マタル・モガメット Матару Могамэтто)

Матал Могаметт

Канцлер магической академии Магноштадта и правитель страны, хотя он невероятно добрый по отношению магам, и даже сам Аладдин отметил, что не чувствует в нём никакой ненависти, питает сильное отвращение к гоям, приравнивая их к скоту, 70 лет назад жил вместе с остальными магами в тяжёлых условиях, которые были обязаны работать на королевскую семью и в противном случае подлежали наказанию. Сам Могаметт имел редкую привилегию, пользоваться магией без приказов знати. Через какое-то время маги были обвинены в умышленном распространении болезней, из-за чего многие маги, в том числе и Могаметт, были вынуждены уйти в отставку. После чего он основал небольшую школу. Через 30 лет дочь Могаметта погибает в войне против Партевии. После чего Могаметт возненавидел всех не-магов и решил создать страну, где все маги будут жить в счастье.
- Сфинтус Кармен (яп. スフィントス・カーメン Суфинтосу Ка:мэн)

Студент академии Магноштадта и сосед по комнате с Аладдином. Специализируется на исцелении. При вступлении попал на третий уровень (4 кодор). Сначала высокомерно относился к Аладдину, но позже сам стал постепенно входить с ним в контакт. Постоянно пытается рассказать Аладдину обстоятельства его прошлого, но второй всегда быстро засыпает.
- Марга (яп. マルガ Маруга)

Сирота, родом из 5 уровня, чьё здоровье сильно подорвано из-за того, что из её тела всё время забирали магой, она должна была вскоре умереть. Мечтала научиться читать и стать учёным. Её принимает к себе Тит. Несмотря на то, что она гой, Могаметт тепло отнёсся к ней и позволил жить снаружи.
- Ирена Смирнофф (яп. アイリーン スミノフ Айри:н Суминофу)

Маг высокого уровня, которая обучает о свойствах рух в академии. Исследует свойства тёмной рух и знает что-то о его природе. Восхищается Могаметтом и завидует Аладдину, когда тот становится ближе к нему. Презрительно относится к гоям.
- Майерс (яп. マイヤーズ Майя:дзу)

Учитель магической академии Магноштадта и помогает Аладдину, специализируется на физических упражнениях. Очень строгая и жестокая во время занятий, даже может напасть на участников, если те не выполняют её задания. Раньше была магом, как и её брат Дорон. Большинство учеников добровольно отказываются учиться в Магноштадте из-за суровых тренировок Майерс. Фактически Аладдин трудится и не сдаётся, чтобы видеть пышную грудь Майерс. Несмотря на всю свою суровость, Майерс очень дорожит учениками, которые успевают.
- Дрон (яп. ドロン Дорон)

Младший брат Майерс. Ответственен за соблюдение порядка в пятом уровне района, где живут безработные и гои, которые населяют 2/3 города. Относится к ним как к скоту и без колебаний убивает их, при попытке сбежать, даже получает удовольствие от издевательств над гоями.

## Партевия
Партевия (яп. パルテビア帝国 Парутэбиа Тэйкоку) — родная страна Синдбада, Драгула, Майерс, Зурмудда и других. Была когда-то процветающим государством, после многовековой войны с соседями воздержала над ними победу и стала крупной империей, однако, при попытке развязать войну с Ремом, потерпела поражение из-за нехватки ресурсов. Экономическое положение в стране ухудшалось, а налоги росли. Так жители новой империи стали нищими, а правители стали угнетать народ. Несмотря на это, жители одержимы национальной идеей «Победа любой ценой», из-за чего люди, не способные воевать, «экспатриоты», являются изгоями общества.
- Астра (яп. エスラ Эсура) — мать Синдбада, очень любящая мать. После смерти Бадра её здоровье стало ухудшаться, а тело высыхать. Однако она не желала обременять Синдбада и благословила его отправиться в башню, за время его отсутствия Эсла тяжело заболела и скончалась на руках Синдбада, когда ему было уже 14 лет.
- Бад (яп. バドル Бадору) — Отец Синдбада. Простой и добродушный человек, внешне похожий на Синдбада. Был когда-то солдатом Партевии, но потерял правую ногу во время экспедиции, где выжил только один. Какое-то время считался героем, но недолго. Из-за того, что он был инвалидом и рыбаком, люди стали назвать его «экспатриотом», высшим оскорблением в Партевии, что означает человека, который не может воевать за страну.
- Серендина Дикуменольз Ду Партевия (яп. セレンディーネ・ディクメンオウルズ・ドゥ・パルテビア Сэрэнди:нэ Дикумэнорудзу Ду Парутэбиа) — принцесса королевской семьи Партевии, знает Драгула с самого детства, так как тот за ней всё время следовал. Известна среди народа, как паучья принцесса, так как свои кинжалы смазывает паучьим ядом, очень жестока и предана королевской семьи, не терпит экс-патриотов и особенно Синдбада, который заполучил сосуд вместо Драгула. Очень жестока, но питает привязанные чувства к Драгулу. Знает сотни видов ядов и как их обезвредить, из-за постоянной угрозы членов королевской семьи быть убитыми мятежниками или предателями.

## Аль Сармен
Аль Сармен (яп. アル・サーメン Ару Са:мэн) — злая организация, которая существует в тени империи Ко и одновременно использует империю как свою марионетку, чтобы разрушить этот мир и посеять хаос, а также нарушить поток рух. Члены организации уже влияли на экономику некоторых стран, подорвав её, как, например, в Балбадде. Большинство членов Аль Сармен являются лишь марионетками/куклами. Как утверждают члены Аль Сармен, ввергнув в хаос мир, они таким способом подарят миру истинную свободу, в частности от судьбы, которому сегодняшний мир подчиняется. Критик сайта отметил, что неопределённость их мотивов придаёт организации особенный шарм и интерес. Это же и говорит критик Ребекка Сильверман, называя персонажа стандартным плохим парнем.
- Джудал (яп. ジュダル Дзюдару)

Один из главных злодеев истории, маги, павший в порок, который работает на Аль Сармен. В детстве был насильно отобран у родителей, которых убили, и воспитан в организации. Не владеет джинном, как Аладдин, однако его навыки волшебства гораздо выше. По его словам, ему безразлична судьба родителей. На протяжении истории мешал главным героям и пытался убить Аладдина. Хотя он и работал на Аль Сармен, никогда не был верен им, и быстро предал их, перейдя в союзничество с Хакурю, которому, в свою очередь, также помог стать на путь тьмы. В смертельной схватке с Алибабой и Аладдином второй с помощью магии выталкивает Джудала в открытый космос, заставляя его тело отдаляться от земли в вечном полёте. Джудал попал в другое измерение, лишившись магии. Критик сайта kotaku отметил, что персонаж получился шаблонным антагонистом сэйнэн-произведения.
Сэйю: Рёхэй Кимура
- Дунья Мусташим (яп. ドゥニヤ・ムスタシム Дуния Мусутасиму)

Бывшая принцесса королевства Мусташим, которое было захвачено Магноштадтом. Аль Сармен обещала вернуть ей трон, если она будет хорошо работать на организацию. Нападает на Аладдина с Алибабой в подземелье Загана, однако Аладдин, с помощью «Мудрости Соломона», очищает её рух. Позже умирает из-за последствия использования чёрной рух.
Сэйю: Эрико Накамура
- Марккио (яп. マルッキオ Маруккио)

Финансовый советник, который предлагает ввести бумажную валюту в Балбадде, тем самым разрушая экономику, что является частью его плана по созданию хаоса в государстве. Предупредил, что образование республики и временного правительства имеет свои крайне опасные последствия, так как рано или поздно появится диктатор, который установит деспотичный решим, хуже, чем при монархии. Позже выясняется, что это была лишь марионетка организации.
Сэйю: Синъитиро Мики

## Альма-Торан
Иной мир, созданный всевышним Иллахом, родина людей, которые с начала времён обитали там по соседству с другими разумными созданиями, однако человеческий род был настолько слаб, что оказался на грани вымирания, так Иллах ниспослал людям дар, позволяющий им черпать и управлять Рух, так люди стали сильнейшей расой и поработили другие расы. Гегемонии положил конец молодой волшебник по имени Соломон и стал новым правителем Альма-Торана, установив мир между расами. Однако во время восстания Аль-Сармен поверхность Альма-Торана была выжжена до основания, и все расы были вынуждены жить под землёй.
- Соломон Иоахаз Абрахам (яп. ソロモン・ヨアズ・アブラハム Соромон Ёадзу Абурахаму)

Легендарный волшебник, правитель мира и королевства Альма-Торан, отец Аладдина. Известно, что он был самым могущественным магом в мире, повелителем будущих джиннов и трёх маги. Он поднял восстание против старейшины Давида, который с помощью магии подавлял волю других рас и вместе со своими соратниками ценой многочисленных жертв уничтожил его. После чего Соломон, считая судьбу — проклятьем Иллаха, слился воедино с ним, фактически самим став богом, и подарил каждому разумному существу частицу рух. Из-за этого человечество испугалось, что снова станет слабейшей расой и будет истреблено. После чего многие маги пытались поднять восстание против Соломона. Он создал землю для людей, чтобы те не были истреблены другими разумными существами. Его королевство было уничтожено в результате катастрофы, в которой был замешан Иснан. Также между ним и Аладдином существует некая связь.
Сэйю: Хидэмицу Симидзу
- Шиба (яп. シバ Сиба)

Супруга Соломона и Царица Альма-Торан. Женщина, которую видел Аладдин в арке Омм Мадоры, иными словами, мать главного героя. В Гунуде её использовали в качество «живой подпитки» для священного посоха, при этом волшебница чуть не погибла, но была спасена Сопротивлением, к которому позже и присоединились. В начале была показано ярой фанатичкой священного писания, но подружившись с представителем иной расы Момо, Шиба переняла взгляд Соломона на мир. Будучи самым младшим членом отряда, долгое время относилась к Арбе словно к матери, а к их лидеру — как к отцу. Спустя несколько лет девушка безответно влюбилась в Соломона, после серии отказов, Иоахаз все же ответил ей взаимностью. Перед решающей битвой с Давидом забеременела, но решила приостановить развитие плода, чтобы продолжить участвовать в войне. Вместе с Арбой и Юго сопровождала Соломона на встрече с Иллахом, впоследствии которой их царь стал новым богом, а они — первой троицей маги. Соломон оставил лишь свою пустую слабевшую со временем оболочку, поэтому именно Шиба и правила Альма Торан. При восстании магов проиграла Арбе и та забрала её корону и посох. Перед самой смертью доверила Аладдина Юго, который после с помощью магии и взрастил принца Альма-Торан.
- Арбат (яп. アルバ Аруба)

Девушка, созданная старейшиной Давидом более ста лет назад. Считает его отцом, однако хочет его убить. Именно поэтому она следовала за Соломоном, с которым она знакома с детства и является одним из его ближайших друзей. Всячески помогает развитию отношений между Соломоном и Шибой. Внешне достаточно милая и дружелюбная девушка, однако у неё есть тёмная сторона — когда она хочет достичь своей цели, то становится холодной и абсолютно безжалостной. Второй по силе маг в Отряде Сопротивления. Обладает Волшебным Посохом и специализируется на гравитационной магии. Позже стала одной из Трёх Маги Соломона, однако так и не смогла простить Соломона, за то, что тот запечатал Бога и занял его место. Она тайно возглавила восстание и стала собирать тёмный рух для создания Медиума. В финальной битве убила Шибу и забрала её посох.
- Уралтуго Нои Нуэф (Уго) (яп. ウーゴ У:го)

Один из магов Соломона, человек, который в Альма Торан был непризнанным гением, трудами которого никто, кроме Соломона, не заинтересовался. Является одним из ближайших друзей Соломона наравне с Арбой и Шибой. Состоял в отряде сопротивления и владел Волшебным Посохом. Один из первых людей, кто открыл Рух. Позже стал одним из Трёх Маги Соломона. В основном сюжете представлен Джинном Аладдина. Несмотря на то, что не заключил контракт с ним, Аладдин способен призывать его. По какой-то причине Уго не способен высвобождать свою голову из внутреннего измерения, поэтому выходит только тело. Владеет магией огня. Очень застенчивый, и когда рядом молодая девушка, окрашивается в розовый цвет. В Балбадде во время схватки Когёку (она защищала Джудара) уничтожает его тело, после чего он встречается с рух Аладдина, чтобы передать ему «мудрость Соломона». Что произошло позже, неизвестно, однако связь с флейтой исчезла вместе с печатью джинна, но Аладдин продолжает носить флейту в качестве украшения.
Сэйю: Тосиюки Морикава.
- Иснан (яп. 武器商人 Букисё:нин)

В Альма-Торане был одним из ближайших друзей Соломона. Отличался ворчливым, «стариковским» характером, однако до восстания магов без тени сомнения сражался на стороне Сопротивления. После изменения мира остался недоволен уменьшившейся силой и примкнул к Аль Сармен. В основном сюжете представлен членом организации Аль Сармен, который работает под видом продавца магического оружия. Впервые появляется, когда помогает банде Касима устроить мятеж, чтобы посеять хаос в Балбадде. Однако, когда главные герои побеждают Джудара (в аниме), он пытается сбежать, но его голову отрубает Синдбад, и из его головы выходит змея, которая позже кусает плечо Алибабы, заразив его чёрной рух, которая позже попадает на Синдбада. Позже появляется в подземелье, где завершает процесс превращения Алибабы в темного короля. В манге Алибаба в подземелье отрубает голову Иснану, и змея, вышедшая из его головы, кусает руку Хакурю. Позже его рука разрушается, заразив чёрной меткой Алибабу и Синдбада. Часть души Иснана попадает в Алибабу, где Алибаба, с помощью Аладдина и части Касима, которая сохранилась в нём, преодолевает чёрную рух Иснана. Принимал когда-то участие в революции королевства Мусташим, сотрудничая с магами.
Сэйю: Синъитиро Мики
- Фалан (яп. ファーラン Фаран)

Девушка из отряда сопротивления, жена Вахида и мать Тес, одна из ближайших друзей Соломона, спасённая им в детстве. В конце каждой фразы добавлять «ару» (японское представление о речи китайцев). Владеет одним из Волшебных Посохов, состоит в Отряде Сопротивления. Не смогла пережить смерть любимого сына, вследствие чего очень изменилась. Стала одной из тех, кто предал Соломона. В настоящее время является советником в Империи Партевии, а также состоит в Аль Сармен.
- Вахид (яп. ワヒード Вахидо)

Муж Фалан и отец Тес, друг Соломона, спасённый им в детстве, состоящий в Отряде Сопротивления. Имеет привычку много есть, при этом быстро толстея, однако довольно быстро худеет. Безумно любит Фалан и старается воспитать из сына настоящего мужчину. В ходе борьбы с Давидом потерял оба глаза. Владеет одним из Волшебных Посохов. Погиб в битве против Шибы и последователей Соломона, чтобы призвать Аллаха, потому что не хотел потерять рух своего погибшего сына и очень любил свою семью.
- Сетта (яп. セッタ Сэтта)

Сводный брат Иснана, с которым они ближе многих родных братьев. Друг Соломона, вместе с братом спасённый им. Владеет Волшебным Посохом и специализируется на ледяной магии. Убит Давидом, когда остался охранять город во время финальной битвы. Его тело было полностью сожжено, и Иснан нашёл только Тес- (чай). Весёлый малыш, который хочет скорейшего конца войны, чтобы спокойно жить с родителями. Убит Давидом, когда тот атаковал лагерь Отряда Сопротивления. После этого Фалан обнаружила его обгорелое тело, что привело её в истерику.

## Прочие
- Шаманка Чаган (яп. チャガン・シャマン Тяган Сяман) — старейшина кочевого племени Кога. Очень добродушная пожилая женщина. Ей 80 лет, и она шаман (низший тип волшебника), но также способна видеть рух. Очень тепло приняла Аладдина. Позже она была смертельно ранена воинами Ко и перед смертью признала поражение своего племени, позволив присоединить его территории к империи, так как это был единственный способ спасти племя от истребления.

Сэйю: Тосико Савада
- Омм Мадора (яп. オーム・マドーラ О:му Мадо:ра) — лидер пиратов. Долгое время похищала детей-сирот, делая из них новых пиратов, используя особый вид магии — «материнскую любовь»: околдованный ребёнок начинал видеть в Мадоре любящую мать и беспрекословно выполнял её приказы. Однако сама Мадора была холодна к «своим детям», подвергая их смертельному риску. Дети Мадоры однажды похитили Аладдина, и главные герои отправились в бухту пиратов, чтобы спасти друга. Там они после боя схватили Мадору, и Хакурю казнил её, обезглавив. «Омм Мадора» с арабского переводится буквально, как Мать-Мадора.

Сэйю: Ая Хисакава
- Юнан  (яп. ユナン) — таинственный странствующий маги, призвавший в этот мир многие Подземелья, а затем «отменивший» большинство из них. О судьбе Юнана мало что известно. Он не стал маги ни одной из империй, не избрал ни одного кандидата в короли, но 14 лет назад именно он создал первое Подземелье и напутствовал молодого Синдбада, решившего покорить его. Юнан — маги, переживший девять перерождений и полностью сохранивший при этом и свою личность, и своё сознание. Он является чем-то вроде контрмеры, противовеса Аль-Сармен в этом мире. Выглядит добрым и до невероятного безобидным, но истинные мотивы его поступков никому не известны. Он крайне редко вмешивается в события, происходящие в этом мире, а если и вмешивается, то помогает другим не собственной силой, а добрым советом. Очень проницательный и мудрый — многое может понять без слов, любит «узкие и тёмные» места.

## Терминология
Рух (яп. ルフ Руфу)
Энергия, окутывающая всё живое на земле, также дающая жизнь всему живому. Её могут видеть только маги. Обычно возникает в виде маленьких светящихся птиц. Как считается, каждое живое существо имеет тело и рух. Когда оно умирает, тело становится частью земли, а рух становится частью энергетического потока. Однако существует и чёрный рух, воплощение негативных эмоций, таких как тоска, злоба, отчаяние, ненависть. Наличие большого количества чёрной рух может негативно влиять на окружающих людей, вселяя в них тьму. Когда человек проклинает свою судьбу, его рух окрашивается в чёрный цвет, такие люди «падают в порок». Если человек испытывает любовные чувства, его рух окрашивается в розовый цвет.
Магой (яп. マゴイ Магой)
Энергия, созданная из рух, используется, как правило, людьми, чтобы призывать через сосуд магию джиннов. Волшебники обладают куда большим объёмом магой и способны управлять им. Маги способен черпать рух из окружающей среды, тем самым бесконечно пополняя свой магой. Однако простой человек или волшебник должен использовать магой из рух собственного тела, и поэтому, если истратить слишком много энергии, есть риск, что человек умрёт от потери сил.
Джинн (яп. ジン Дзин)
Раньше были людьми-магами и слугами короля Соломона. Каждый джинн был когда-то вождём и представителем своей расы и поэтому имеет уникальную внешность (лишь Уго был человеком). Джинны похожи на людей, однако имеют синюю кожу, третий глаз на лбу и большие размеры. Все джинны, кроме Уго, носят имена демонов Гоетии. Были запечатаны в подземельях, и если человек преодолеет все преграды на пути к вершине башни, то он заполучит силу джинна. Сам джинн вселяется в металлическую вещь нового хозяина, у Аладдина это флейта, а у Алибабы — маленький кинжал. На новом сосуде джинна появляется символ октаграммы. Есть также чёрные джинны — люди, одержимые чёрной и особым оружием. Они, как правило, слабее настоящих джиннов, не способны разговаривать и похожи на монстров. Чёрные джинны не могут существовать долго и рано или поздно умирают.
Сосуды (яп. 金属器 Киндзоку Ки)
Металлические объекты (оружие или украшения), в которых заключён джинн или его магия. Для того, чтобы стать владельцем джинна, нужно преодолеть лабиринт, в сердце которого обитает джинн. Когда джинн вселяется в новый сосуд, на нём появляется символ — восьмиугольная звезда. Владельцами сосудов не могут стать волшебники, так как сила джинна войдёт в конфликт с их магией, что может кончиться летальным исходом. Если сосуд ломается, то джинн может переселиться в другой сосуд, но важно, чтобы у хозяина была к нему определённая привязанность. Сосуд также поглощает магой владельца, поэтому длительное использование сосуда может привести к истощению. Один человек может иметь до 7 сосудов. Если человек в совершенстве овладеет сосудом, то ему будет доступен «доспех джинна», который частично преобразовывает тело.
Маги (яп. マギ Маги)
Человек, обладающий уникальной способностью видеть и собирать рух вокруг себя, тем самым бесконечно создавая энергию магой. Является высшим типом мага. В мире всегда существует 3 маги, и предназначены избирать новых правителей. Однако, по некой причине, Аладдин стал четвёртым маги. Также без помощи маги или волшебника практически невозможно пройти Лабиринт до конца, за исключением, если человек уже обладает сосудом джинна.
Фаналис (яп. ファナリス Фанарису)
Дикое племя сильнейших в мире людей, обитающее на тёмном континенте (континент так называют из-за того, что он мало изучен). Представители этого племени имеют светлую кожу, красно-розовые волосы, особый разрез глаз и обладают сверхчеловеческой силой, способной разрушить огромные камни и поднять многотонные объекты. Поэтому люди из племени Фаналис крайне высоко ценятся среди рабовладельцев. Как показано из воспоминаний Морджаны, солнечные степи тёмного континента похожи на африканскую саванну. Позже Масрур сказал, что на тёмном континенте не осталось племени, так как все они, вероятно, были увезены в рабство. Известно, что в армии империи Рема служат множество фаналисов (и их детей-полукровок), которые были когда-то привезены с тёмного континента как рабы. Позже выясняется, что фаналисы были когда-то представителями расы драконов в мире Альма-Торан и назывались красными львами. Но так как они были невероятно сильными, под воздействием рух, не преобразовались полностью в людей, из-за чего были изгнаны на южный континент.
Имчакк (яп. イムチャック Имутякку)
Крупное дикое людское племя, обитающее на крайнем севере, имеют голубые волосы, обладают колоссальной физической силой и огромными размерами, но не так сильны, как фаналисы. Однако им нет равных под водой, тело Имчакк на 80 % состоит из белков, что позволяет им двигаться и не дышать под водой в течение 1 часа. Также кожа по своему составу ближе к китовой и способна создавать реактивный импульс с пузырьками воды на ней, создавая эффект беганья или прыгания по воде. Каждый член Имчакк получает в жизни 2 имени: детское и взрослое, второе даётся после выполнения обряда посещения взрослой жизни, где нужно убить морское чудовище одним лишь гарпуном, в противном случае человека начнут высмеивать и не уважать в деревне. Земли Имчакк разделены на 5 разных селений, в которых действуют свои старейшины и правила. Они имеют печальную репутацию, как пираты и грабители кораблей. Как и фаналисы, Имчакк в прошлом были другой расой и смогли сохранить их черты.
Волшебники (яп. 魔法使い Махо:цукай)
Люди, обладающие способностью управлять своей магой и преобразовывать её в магию, в то время как простой человек должен иметь специальное приспособление. Есть 3 типа волшебников: знахари/шаманы — низшие волшебники, чей объём магой не отличается от человеческого; волшебники, чей объём магой превосходит человеческий; и «маги», способные черпать рух из окружающей среды. Волшебники обычно физически слабее простых людей. Существует 8 типов магии и соответствующие названия магов: Магия огня — красный маг, магия воды — голубой маг, магия света, магия молнии — жёлтый маг, магия ветра — белый маг, магия звука, магия силы — чёрный маг, магия жизни — сиреневый маг. Все типы магии изображены на специальном восьмиугольнике, при этом маг, обладающий определённым типом магии, может также управлять вторым элементом, расположенным на противоположной стороне восьмиугольника от первого элемента. Например, Аладдин, как маг огня, может также управлять воздухом. Маги не могут использовать сосуд с джинном, так как магой джинна и мага при контакте вошли бы в конфликт, что могло бы в худшем случае привезти к взрыву. В Магноштадте маги обладают высшими правами, чем простые люди.
Альма Торан (яп. アルマ・トラン Арума То:ран)
Мир из другого измерения, где когда-то давно обитало множество разумных существ, в том числе и люди. Родной мир Соломона, Джиннов и Аладдина. Изначально все виды жили по отдельности, не зная друг о друге, или в мире. Однако популяции росли и виды стали всё чаще пересекаться между собой, в результате началась кровопролитная война. Так как люди были самыми маленькими и слабыми существами, им угрожало исчезновение, однако всевышний Бог (Аллах) послал людям силу управлять магией и люди стали сильнейшими существами в мире, и с помощью магии поработили другие расы. Позже появился могущественный волшебник по имени Соломон вместе со своими подчинёнными, который подчинил себе Альма Торан, освободил из по магического рабства другие расы, и позже создал землю, чтобы перенести туда человечество для их безопасности. Альма Торан снова повяз в хаосе, когда туда прибыли приспешники Аль Сармен, тогда слуги Соломона для самообороны превратились в джиннов.
Племя Торан (яп. トランの民 Торан но Мин)
Людское племя, обитающее на острове Торан, хотя со стороны они кажутся примитивным племенем, на деле являются «истинными людьми» — потомками людского племени мира Альма-Торан (остальные люди являются потомками других рас, превращённых в людей) и говорят на древнем языке людей Альма Торан.
Иллах (Иль Илах)
Бог, создавший в начале времён мир Альма Торан и представителей разных рас, в том числе и людей. Однако когда люди оказались на грани исчезновения, он дарует им силу повелевать магией. Однако люди на протяжении 800 лет использовали магой Иллаха для магии, из-за чего он оказался на грани истощения. Впоследствии Соломон поглощает волю Иллаха, приобретя божественную силу.
Племя Мантикор
Одна из разумных рас мира Альма Торан, их размеры превышают человеческие стократно, внешне они похожи на человекоподобных собак с чешуёй дракона. Долгое время находились под пагубным воздействием магии человеческих священников, из-за чего превращались в бездумных животных, убивающих друг друга, сами живут под землёй. Являются первой расой, заключившей союз с Соломоном. Их предводителем и ныне джинном являлся Агарес.
Племя Отшельников
Одна из разумных рас мира Альма Торан, и из первых, заключивших союз с Соломоном. Внешне похожи на людей с вытянутым черепом и скулами. Амон — ныне джинн Алибабы — происходит из этого племени, и также первый из них, получивший власть над магией.
Племя Горгон
Одна из разумных рас мира Альма Торан, и из первых, заключивших союз с Соломоном. Внешне похожи на людей со змеевидными волосами и чёрными зрачками. Известно, что представитель этого племени находится на службе у империи Ко.
Племя Фенекс
Одна из разумных рас мира Альма Торан, внешне похожи на ангелов — гигантских людей с крыльями.

## Восприятие
Фатима Ахтар из новостного издания The Daily Star выразила удивление, что в манге в качестве главных героев было решено сделать персонажей из арабского фольклора. Сами персонажи интересные и хорошо проработаны. Фатима оценила то, что автор не навязывает читателю добро и зло; любые неоднозначные поступки персонажей имеют свои веские причины и читатель сам решает, какую правду для себя выбирать. Ребекка Силверман из Anime News Network также в целом заметила, что персонажи сами по себе получились интересными, хотя слабым звеном она считает Алладина, который по чувствам Ребекки был добавлен туда в качестве фансервиса и особо не влияет на сюжет и не является источником юмора. Тем не менее Алладин не лишён своего невинного шарма и подобно героям Эйитиро Оды, несмотря на то, что со стороны персонаж кажется пустышкой, персонаж оказывается невероятно глубокой личностью, если получше узнать о нём. Алибаба заслуживает упоминания больше, чем персонаж с одной ноты, даже несмотря на то, что им движет желание обогатится. Отдельно критик заметила, что ей не понравился персонаж Джамиль, который получился стереотипным красавчиком-мерзавцем, которому автор не уделяет достаточно времени. Сильверман заметила, что прорисовка персонажей заметно улучшилась со временем и тела выглядят более пропорционально за исключением моментов, когда нарушение пропорций используется для комедийного эффекта. Ребекка также впечатлена разнообразием лиц персонажей и большим разнообразием и достоверностью одежды в зависимости от национальности персонажа или региона. Ричард Эчзенбейс из Kotaku заметил, что факт того, что персонажи и мир связаны с ближневосточной фольклором, является несомненным преимуществом на фоне любви японцев создавать фэнтезийную мангу, завязанную на германской/кельтской мифологии с рыцарями, драконами, феями итд., что многим уже надоело. Хотя персонажи и созданы по подобию героев сказок Тысяча и одна ночь, они одновременно сильно отличаются по своему характеру. Читатель наблюдает за жизнью разных героев и видит, как они морально взрослеют и развиваются, например как героиня Морджана, будучи бывшей рабыней, переосмысливает цель своего существования и становится свободной. 